# К
K, к (en cursiva K, к) és una lletra de l'alfabet ciríl·lic, la dotzena de l'alfabet rus.
Equival a la K llatina, tant gràficament com fonètica. Tanmateix, la к minúscula ciríl·lica és diferent de la k minúscula llatina.

## Taula de codis
| Codificació de caràcters | Tipus     | Decimal | Hexadecimal | Octal  | Binari              |
| ------------------------ | --------- | ------- | ----------- | ------ | ------------------- |
| Unicode                  | Majúscula | 1050    | 041A        | 002032 | 0000 0100 0001 1010 |
| Unicode                  | Minúscula | 1082    | 043A        | 002072 | 0000 0100 0011 1010 |
| ISO 8859-5               | Majúscula | 186     | BA          | 272    | 1011 1010           |
| ISO 8859-5               | Minúscula | 218     | DA          | 332    | 1101 1010           |
| KOI 8                    | Majúscula | 235     | EB          | 353    | 1110 1011           |
| KOI 8                    | Minúscula | 203     | CB          | 313    | 1100 1011           |
| Windows 1251             | Majúscula | 202     | CA          | 312    | 1100 1010           |
| Windows 1251             | Minúscula | 234     | EA          | 352    | 1110 1010           |